# Gotham City (média)
Pour les articles homonymes, voir Gotham City (homonymie).
Gotham City est un média en ligne d'investigation suisse romand spécialisé dans la criminalité financière (fraude, corruption, blanchiment).

## Histoire
Gotham City a été fondé en 2017 par les journalistes d'investigation Marie Maurisse et François Pilet,,. La rédaction est également composée de Coline Emmel et Federico Franchini.

## Ligne éditoriale
Gotham City couvre les affaires de criminalité financière en lien avec le système bancaire suisse. Les informations sont obtenues grâce à une veille judiciaire en données ouvertes (open data) de tribunaux en Suisse, en France et à l’international. Les articles donnent accès le plus souvent possible aux documents judiciaires originaux, obtenus de sources officielles.
En 2018, Gotham City s'est enrichi d'une édition française, Gotham City France, également accessible sur abonnement.

## Modèle économique
Gotham City est un média indépendant, financé par son lectorat, sans publicité et accessible uniquement par abonnement.

## Révélations deGotham City

### SICPA
En juin 2019, Gotham City révèle que la société suisse SICPA, leader mondial de la fourniture d'encres et de solutions de sécurité pour les billets de banque, est visée par une procédure pénale du Ministère public de la Confédération en Suisse pour des faits de corruption au Brésil. En août 2019, Gotham City publie un second article précisant que l'enquête fédérale contre SICPA porte sur des soupçons de corruption dans quatorze pays,.

### Carlos Manuel de São Vicente
Se basant sur un arrêt anonymisé de la Chambre pénale de recours de Genève daté du 9 juillet 2020, Gotham City révèle en août 2020 que le Ministère public de Genève a gelé 900 millions de dollars appartenant à Carlos Manuel de São Vicente, l'époux d’Irene Alexandra da Silva Neto, fille du premier président d’Angola, António Agostinho Neto. L'arrêt indique que le parquet genevois a ouvert une procédure pénale pour blanchiment à l'encontre de Carlos Manuel de São Vicente en décembre 2018. Carlos Vicente est soupçonné d’avoir détourné les fonds de sa société d’assurance angolaise AAA Seguros SA. Celle-ci était chargée de couvrir les risques liés aux activités pétrolières de la compagnie nationale angolaise Sonangol,.
Reprises par la presse internationale,, ces révélations provoquent un tollé en Angola.
Le 9 septembre 2020, Gotham City indique que les 900 millions de Carlos Manuel de São Vicente étaient abrités au sein de la Banque SYZ et que l'Autorité fédérale de surveillance des marchés financiers (FINMA) avait lancé une procédure d'enforcement à l'encontre de la banque, la classant dans la catégorie de risque "très élevé" en matière de blanchiment d’argent. Cette qualification correspond au niveau de risque le plus élevé dans la classification interne de la FINMA.
Le 24 septembre 2020, la FINMA a adressé un blâme à la Banque SYZ en raison de "manquements en matière de lutte contre le blanchiment d'argent". L'autorité dit avoir constaté que la banque n’avait "pas suffisamment clarifié l’évolution considérable de la fortune de ce client ni vérifié les indices en présence, bien que le client ait été identifié comme proche d'une personne politiquement exposée".

### Pierre Castel
En octobre 2022, Gotham City révèle que l'administration fiscale genevoise réclame 410 millions de francs au milliardaire français Pierre Castel,. Le montant final du redressement s'élèvera à 350 millions.